# Budapesti Fegyház és Börtön
A Budapesti Fegyház és Börtön, eredeti nevén Budapesti Gyűjtőfogház (közismert elnevezése: „Gyűjtő”) büntetés-végrehajtási intézet Budapest X. kerületében. Alaptevékenysége a külön kijelölés által meghatározott körben az előzetes letartóztatással, valamint a felnőtt korú férfi elítéltek fegyház, börtön és fogház fokozatú szabadságvesztésével összefüggő büntetés-végrehajtási feladatok ellátása. Felügyeleti szerve a Belügyminisztérium, szakfelügyeletet ellátó szerve a Büntetés-végrehajtás Országos Parancsnoksága.

## Története
A főépület építését 1894-ben kezdték meg Wagner Gyula tervei alapján. Alapító okirata szerint 1896-ban létesült. Befogadóképességét 800 főre tervezték. Sokáig Közép-Európa legnagyobb büntetés-végrehajtási intézete volt. Eredeti rendeltetése a Budapesti és Pestvidéki Törvényszék által fogház, valamint az öt évnél rövidebb tartamú fegyház- és börtönbüntetésre ítéltek befogadása volt. Falai között működött 1920-ig az ország első börtönmúzeuma.
1927-ben dologházat alakítottak ki területén Kauser Andor tervei alapján.
- 1947-től Budapesti Országos Büntetőintézet.
- 1951-től Budapesti Országos Börtön, működtetését az igazságügytől az Államvédelmi Hatóság (ÁVH) vette át.
- 1972-től Budapesti Fegyház és Szigorított Börtön.
- 1978 óta Budapesti Fegyház és Börtön.

Két mezőgazdasági telephelye volt: Besenyőpuszta és Annamajor, ahol ma a Baracskai Országos Büntetés-végrehajtási Intézet működik. 
Alapításától 1918-ig, majd 1959 és 1963 között itt  helyezték el a fiatalkorú elítélteket. Az intézet az országos körszállítás központi állomása. Minden olyan fogvatartott, akit másik büntetés-végrehajtási intézetbe szállítanak, hosszabb-rövidebb időt eltölt a Budapesti Fegyház és Börtönben. Az elítéltek foglalkoztatását szolgálja az intézet mellett működő Budapesti Faipari Termelő és Kereskedelmi Kft. (BUFA Kft.).

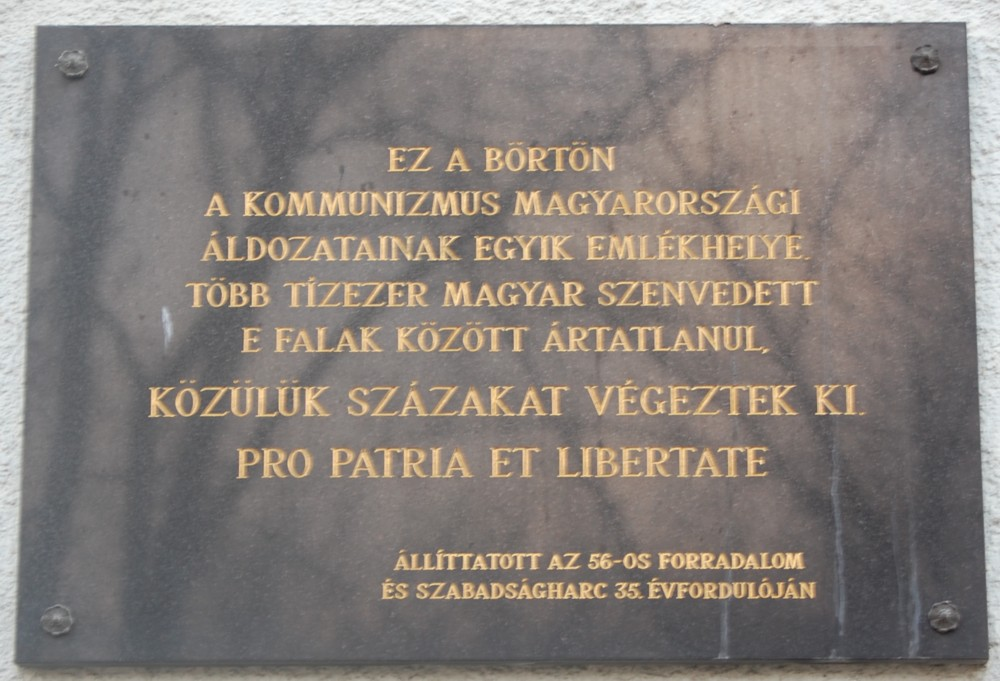
Emléktábla a Budapesti Fegyház és Börtön falán

Területéhez tartozik a tőle függetlenül működő, 1906-ban létesített Igazságügyi Megfigyelő és Elmegyógyító Intézet (IMEI). Az 1980-as években a börtön új épületekkel bővült. Az objektumhoz tartozó ingatlanon üzemelt 2005-ig a Büntetés-végrehajtás Központi Ellátó Intézménye (KEI).
A „gyűjtőfogházban” sok híres és hírhedt személyiség raboskodott az elmúlt száz évben. A politikai terror számos áldozatát itt végezték ki. Emléküket az épület Újhegyi úti falán elhelyezett emléktábla és az előzetes bejelentkezés alapján látogatható Kisfogház emlékhely őrzi.

## Titkos tervezőiroda
Határ Győző író, költő, műfordító, eredeti szakmáját tekintve építészmérnök tiltott határátlépés miatt 1951-től a Gyűjtőfogházban raboskodott. Visszaemlékezéseiben (Életút II. Minden hajó hazám, 18. fejezet) szemléletes képet fest a magyar "saraska" sajátos világáról, s a tervezőrészlegben zajlott munkáról ("a Gyűjtőfogház titkos mérnöki irodájában erődítéseket terveztem a jugo határra").

## Kultúra
- 1982-től a László Gimnázium mellett működő X. kerületi Dolgozók Gimnáziuma érettségi megszerzését biztosította a jelentkező elítélteknek. Az iskola oktatója volt többek között Tihanyi Károly magyar-latin szakos tanár.[4]
- 2007-ben a Nemzetközi Mobil MADI Múzeum többnapos képzőművészeti napokat rendezett itt Nyitott formák a zárt térben címmel. Az ötletadó Nizalowski Attila kurátor volt, a kiállítást Frank Tibor bv. dandártábornok, az Intézet parancsnoka, Verbai Lajos, Kőbánya polgármestere és Dárdai Zsuzsa művészetkritikus, kurátor nyitotta meg.